# Carly Dixon
Carly Dixon (Liverpool, 27 de julio de 1973) es una deportista australiana que compitió en judo. Ganó diez medallas en el Campeonato de Oceanía de Judo entre los años 1992 y 2004.

## Palmarés internacional
| Campeonato de Oceanía | Campeonato de Oceanía      | Campeonato de Oceanía | Campeonato de Oceanía |
| Año                   | Lugar                      | Medalla               | Categoría             |
| --------------------- | -------------------------- | --------------------- | --------------------- |
| 1992                  | Wellington (Nueva Zelanda) | Medalla de bronce     | –66 kg                |
| 1994                  | Sídney (Australia)         | Medalla de oro        | –66 kg                |
| 1994                  | Sídney (Australia)         | Medalla de plata      | Abierta               |
| 1996                  | Wellington (Nueva Zelanda) | Medalla de oro        | Abierta               |
| 1996                  | Wellington (Nueva Zelanda) | Medalla de plata      | –66 kg                |
| 1998                  | Apia (Samoa)               | Medalla de oro        | –63 kg                |
| 2000                  | Sídney (Australia)         | Medalla de plata      | –63 kg                |
| 2002                  | Wellington (Nueva Zelanda) | Medalla de oro        | –63 kg                |
| 2003                  | Suva (Fiyi)                | Medalla de plata      | –63 kg                |
| 2004                  | Numea (Francia)            | Medalla de oro        | –63 kg                |